# Nilulat
Nilulat is een bestuurslaag in het regentschap Timor Tengah Utara van de provincie Oost-Nusa Tenggara, Indonesië. Nilulat telt 528 inwoners (volkstelling 2010).